# Liste des partis politiques aux ÎIes Cook
Les îles Cook sont une démocratie multipartite fonctionnant sur le modèle de Westminster. La vie politique du pays est marquée par le bipartisme, relativement rare parmi les États insulaires du Pacifique.
Le premier parti politique est le Parti des îles Cook (Cook Islands Party, CIP), fondé en 1964, un an avant que le pays n'obtienne son autonomie par un statut de libre association avec la Nouvelle-Zélande. Longtemps dirigé par Albert Henry, qui domine la vie politique de l'archipel jusqu'à sa chute en 1978 lors d'un scandale de corruption, le CIP est « considéré comme conservateur ». Le parti est au pouvoir à nouveau quelques mois en 1983, puis de 1989 à 1999, et depuis 2010. Son dirigeant, Henry Puna, est l'actuel Premier ministre.
Le Parti démocrate, d'orientation libérale, est fondé par Tom Davis en 1971, marquant le début du bipartisme. Davis est Premier ministre de 1978 à 1983. Le parti retrouve ensuite le pouvoir, après une brève interruption, de 1983 à 1989, puis à nouveau de 1999 à 2010. Bien qu'ayant connu des scissions dans les années 1990 et 2000, avec l'apparition temporaire de branches dissidentes, il est réunifié à ce jour.
Le seul autre parti actuellement est le Mouvement pour l'unité des îles Cook (One Cook Islands Movement, OCIM). Il est fondé en mai 2014 par Teinakore Bishop, vétéran du Parti des îles Cook, et ministre des Ressources marines qui vient d'être exclu du gouvernement Puna, étant accusé de corruption et soupçonné d'avoir voulu rejoindre l'opposition. Il obtient deux sièges au Parlement lors des élections de juillet 2014.

## Partis actifs
- Parti démocrate
- Parti des îles Cook
- Mouvement pour l'unité des Îles Cook

## Partis disparus
- Association progressiste des îles Cook (CIPA, 1944-1964, prédécesseur du Parti des Îles Cook)
- Parti travailliste des Îles Cook (Cook Islands Labor Party, 1965)
- Parti politique unifié (United Political Party, 1965)
- United Cook Islanders (UCI, 1968–1970?)
- Parti démocratique tumu (Democratic Tumu Party, 1989–1993)
- Parti de l'Alliance (Alliance Party, 1992–2002)
- Parti de la nouvelle alliance (New Alliance Party, 1997–2002)
- Parti national des Îles Cook (Cook Islands National Party, 2003–2004)
- Tumu Enua (2004)
- Premier parti des Îles Cook (Cook Islands First Party, 2004–2006)
- Party Tumu (2010)
- Te Kura O Te ‘Au People's Movement (2010)